# Howardwick (Teksas)
Howardwick je grad u američkoj saveznoj državi Teksas. Prema popisu stanovništva iz 2010. u njemu je živjelo 402 stanovnika.